# Tadeusz Kutrzeba
Tadeusz Kutrzeba (Cracovia, 15 aprile 1885 – Londra, 8 gennaio 1947) è stato un generale polacco attivo durante la seconda guerra mondiale.

## Biografia
Tadeusz Kutrzeba è nato a Cracovia, in Austria-Ungheria, figlio di un capitano dell'esercito imperiale austriaco.
Nel 1896 fu ammesso a una scuola militare per bambini a Fischau vicino a Wiener Neustadt e successivamente ha proseguito gli studi nella città di Hranice, completando la sua istruzione secondaria nel 1903.
Si è laureato con lode presso l'Accademia Militare Tecnica Imperiale e Reale di Mödlinged ed è stato incaricato come sottotenente in un'unità di ordigni esplosivi.
A causa del suo rendimento scolastico, gli è stata data la possibilità di scegliere il luogo del suo primo incarico e scelse di tornare nella nativa Cracovia, dove fu distaccato dal 1906 al 1910.
Nel 1910 continuò la sua educazione militare a Vienna, studiando ingegneria, e fu promosso al grado di tenente nel 1911.
Dal 1913 al 1914 fu distaccato a Sarajevo dove assistette all'immediato scoppio della prima guerra mondiale.

## Seconda guerra mondiale
Durante l'invasione della Polonia nel 1939, l'ormai generale Kutrzeba comandò l'esercito di Poznań, composto da quattro divisioni di fanteria e due brigate di cavalleria.
Ha ideato il piano di contrattacco polacco della battaglia di Bzura e ha comandato gli eserciti di Poznań e Pomorze durante la battaglia.
In seguito si è fatto strada fino a Varsavia ed è arrivato nella capitale il 22 settembre dove è diventato, per un breve periodo, il vice comandante dell'esercito di Varsavia.
Per volere del maggior generale Juliusz Rómmel, iniziò i negoziati di capitolazione con l'8ª armata tedesca e il 28 settembre ha firmato i documenti ufficiali di consegna.
Dopo l'assedio di Varsavia fu catturato dai tedeschi e trascorse il resto della guerra in diversi campi di prigionieri di guerra: Hohenstein, Königstein e Oflag VII-A Murnau.
Rimase prigioniero di guerra fino all'aprile 1945 quando Oflag VII-A Murnau fu liberato dalle forze americane.
Nell'aprile 1945 fu chiamato a Londra dove gli fu offerto l'incarico di ministro della Difesa nel governo in esilio, che rifiutò.
Scelse di dirigere una commissione storica che si concentrava sulla campagna militare dell'esercito polacco nel settembre 1939 e sui contributi dei soldati polacchi che combattevano in Occidente dal 1939 al 1945.

## Morte
Il generale Kutrzeba ha avuto l'opportunità di tornare in Polonia tuttavia, a causa delle cattive condizioni di salute, non era in grado di viaggiare.
Il generale Kutrzeba morì a Londra l'8 gennaio 1947 e, secondo quanto riferito, la causa della sua morte fu il cancro.